# Neufra (Rottweil)
Neufra ist ein Ortsteil von Rottweil in Baden-Württemberg.

## Geschichte
An der Römerstraße von Arae Flaviae (Ortsname des römischen Rottweil) ins Donautal dürfte Neufra um 600 n. Chr. gegründet worden sein. Genaue Nachweise über den Ursprung des Ortes fehlen allerdings. Neufra wird im Jahr 1309 in einem Vermächtnis der Adelheid von Sinkingen an das Kloster Alpirsbach erstmals eindeutig urkundlich erwähnt. Um 1500 erwirbt die Reichsstadt Rottweil den Ort. 1802/03 kommt Neufra mit Rottweil zusammen zum Königreich Württemberg.
Am 1. Januar 1975 wurde Neufra in die Kreisstadt Rottweil eingegliedert.

## Persönlichkeiten
Im Jahr 1867 wurde Karl Jordan Glatz Pfarrer in Neufra. Der Karl-Glatz-weg ist nach ihm benannt.

## Verkehr
Neufra liegt an der Bundesstraße 14, die den Ort jedoch an seiner westlichen Seite umfährt. Mit öffentlichen Verkehrsmitteln ist Neufra gut erschlossen, es gibt einen Haltepunkt an der Bahnstrecke Plochingen–Immendingen, der vom Ringzug bedient wird und Busverbindungen nach Rottweil und Richtung Wellendingen.